# Костёл Пресвятой Девы Марии и монастырь кармелитов (Чаусы)
Церковь Пресвятой Богородицы и монастырь кармелитов (бел. Касцёл Найсвяцейшай Дзевы Марыі і кляштар кармелітаў) — утраченный римско-католический монастырский комплекс в городе Чаусы Могилевской области.

## История
Монастырь кармелитов был основан Николаем Казимиром Подбипентом в 1653 году. Изначально все постройки были деревянными. В 1747 году было возведено каменное здание храма и комплекс жилых монастырских построек.
В 1803 году при монастыре кармелитов действовала школа с 40 мальчиками.
После восстания 1830—1831 годов он был закрыт (1832 г.), а монахи изгнаны. Монастырь без жилых помещений был переведен под новый костёл .
После восстания 1863—1864 годов церковь была закрыта и заброшена. В 1868 году здание храма было передано в ведение православной церкви и освящено как Воскресенский собор.
При советской власти в 1930-е годы собор был преобразован в клуб. А во время Великой Отечественной войны храм был разрушен.
Сейчас на месте бывшего костела кармелитов находится ресторан «Верасы».

## Архитектура
Церковь и монастырь представляли собой монументальные постройки в стиле зрелого барокко. Доминантой композиции была большая купольная трехнефная базилика. Главный фасад храма был разделен по вертикали на три яруса, которые динамично сужались навстречу друг другу вверх. По бокам его обрамляли две барочные башни, пронизанные высокими полукруглыми окнами. Здания монастыря примыкали к церкви, были двухэтажными с простым архитектурным убранством.